# El Pedroso
El Pedroso ist eine Gemeinde in der Provinz Sevilla in Spanien mit 2.074 Einwohnern (Stand: 2024). Sie liegt in der Comarca Sierra Norte in Andalusien. Die Gemeinde gehört zum Parque Natural de la Sierra Norte.

## Geografie
Die Gemeinde grenzt an die Gemeinden Almadén de la Plata, Cantillana, Castilblanco de los Arroyos, Cazalla de la Sierra, Constantina und Villanueva del Río y Minas.

## Geschichte
Der Ort geht auf die Kelten zurück und hieß in der Römerzeit Augustobriga.

## Sehenswürdigkeiten
- Kirche Nuestra Señora de la Consolación
- Wallfahrtskirche Ermita de la Virgen del Espino